# Jyderup Fængsel
Statsfængslet i Jyderup er et af Danmarks 8 åbne fængsler. Fængslets bygninger var oprindeligt et fabrikskompleks, der i midten af 1970'erne blev indrettet som erhvervsfaglig kostskole for unge. I 1987 blev bygningerne overtaget af Justitsministeriet som midlertidigt center for asylsøgende, og i 1988 blev det taget i brug som fængsel.
Jyderup Fængsel blev den 11. oktober 2021 indviet som kvindefængsel. Fængslet har 143 pladser, hvoraf 58 er arrestpladser, 45 er åbne pladser, og 40 er lukkede pladser. Fængslet modtager som udgangspunkt kvinder fra hele landet.

## Historie
De oprindelige bygninger blev opført i 1912 af De Danske Sprængstoffabrikker og i 1978 blev det anvendt som erhvervsfaglig kostskole og asylcenter for flygtninge. Efter at bygningerne i 1988 blev indrettet som fængsel, er der løbende bygget til og fængslet har i dag en kapacitet på i alt 162 pladser. Statsfængslet i Jyderup modtager som udgangspunkt domfældte mænd fra Region Sjælland, men behandlingsafdelingen og afdelingen for de helt unge, modtager indsatte fra hele landet. Endvidere modtager fængslet også indsatte med længere straffe fra de lukkede fængsler (primært Statsfængslet i Vridsløselille), som er nået så langt i deres afsoningsforløb, at de vurderes at være klar til at afsone under mere åbne forhold.

## Kapacitet
Statsfængslet har 162 pladser fordelt som følger: Almindelig åben afdeling 83 pladser, behandlingsafdeling 38 pladser, kontrakt afdeling 12 pladser, afdeling for 15-17 årige indsatte 5 pladser og arresthus 24 pladser. 50 af pladserne er indrettet på en sådan måde, at de helt eller delvist kan ændres fra åbent til lukket fængsel eller omvendt.

## Drabsattentat mod Jønke
Den 25. juli 1996 blev det fremtrædende Hells Angels medlem Jørn "Jønke" Nielsen forsøgt dræbt i fængslet. To til fire mænd kravlede over hegnet, fjernede et vindue og kom ind i den bygning, hvor Jønkes celle lå. Imidlertid havde Jønke låst sin dør indefra, og det lykkedes ikke for attentatmændene at sparke døren ind. I stedet affyrede de over 25 skud med et automatvåben, og ramte Jønke med to skud i maven og et i armen. Desuden kastede de en håndgranat foran hans celledør. Ingen er efterfølgende blev dømt for attentatet.